# سيلسو كوستا
سيلسو كوستا (بالبرتغالية: Celso José da Costa‏) هو رياضياتي برازيلي، ولد في 7 أبريل 1949 في Congonhinhas ‏ في البرازيل.